# Filharmonia Szczecin
De Filharmonia Szczecin (Pools: Filharmonia im. Mieczysława Karłowicza w Szczecinie) is een concertzaal in de Poolse stad Szczecin. Het is de vaste concertzaal van het symfonieorkest
Philharmonisch Orkest Mieczysław Karłowicz (Pools: Orkiestra Symfoniczna Filharmonii im. Mieczysława Karłowicza w Szczecinie) van het woiwodschap West-Pommeren. Zowel zaal (in officiële naam) als orkest brengen met hun naam hulde aan de Poolse componist Mieczysław Karłowicz.
Het oude concertgebouw van Szczecin werd in 1884 gebouwd, naar plannen van de Duitse architect Franz Schwechten. Het werd vernield in de Tweede Wereldoorlog in de nacht van 29 op 30 augustus 1944 door geallieerde bombardementen die de stad vele malen van 1940 tot 1944 troffen, maar de ruïne werd pas in 1962 afgebroken. Van 1962 tot 2011 was de ruimte een parkeerplaats. In april 2011 werd op die site de bouw gestart van een nieuw gebouw voor het Philharmonisch Orkest. Het gebouw heeft een grote zaal voor symfonieorkest die ruimte biedt voor een orkest van 120 muzikanten en 110 zangers en 953 zitplaatsen voor toeschouwers, en een kleinere zaal voor kamermuziek voor 192 toeschouwersplaatsen. In gebouw is op de vierde verdieping nog een galerie die als tentoonstellingsruimte wordt ingezet, op de eerste verdieping een foyer en op het gelijkvloers onder meer een koffiebar. De lobby in het gelijkvloers is akoestisch ook zo aangepakt dat deze voor muziekevenementen kan ingezet worden.
De akoestiek van de grote zaal wordt zeer hoog ingeschat en zou bijna vergelijkbaar zijn met deze van de Gouden Musikvereinssaal in Wenen. De akoestische kwaliteit werd bereikt door prof. Higini Arau en het bedrijf Arau Acustica. Er werd onder meer gewerkt met specifiek ontworpen stoelen voor maximale geluidsabsorptie en intrekbare schermen die de nagalmtijd kunnen aanpassen in functie van de vereisten van het muziekgenre.
Het gebouw met een kostprijs van meer dan 100 miljoen Poolse złoty werd op 14 september 2014 plechtig in gebruik genomen. Op 8 mei 2015 werden de architecten van het bouwwerk de Spanjaard Alberto Veiga en de Italiaan Fabrizio Barozzi, samenwerkend in het Spaans architectenbureau Estudio Barozzi Veiga, gelauwerd als ontwerpers van het Beste bouwwerk van het jaar 2014 met de Europese Mies-van-der-Rohe-Prijs.

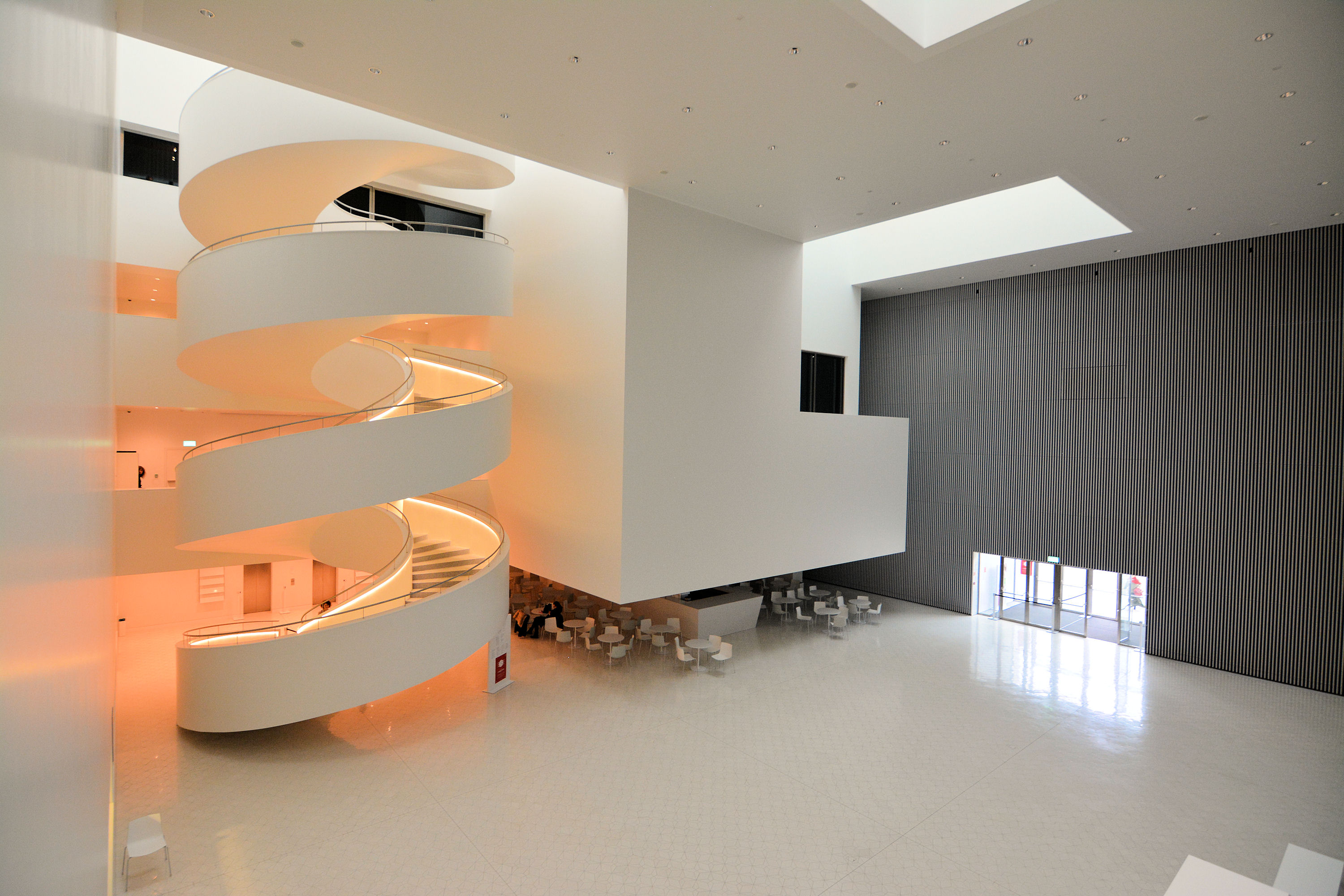
Inkomhal
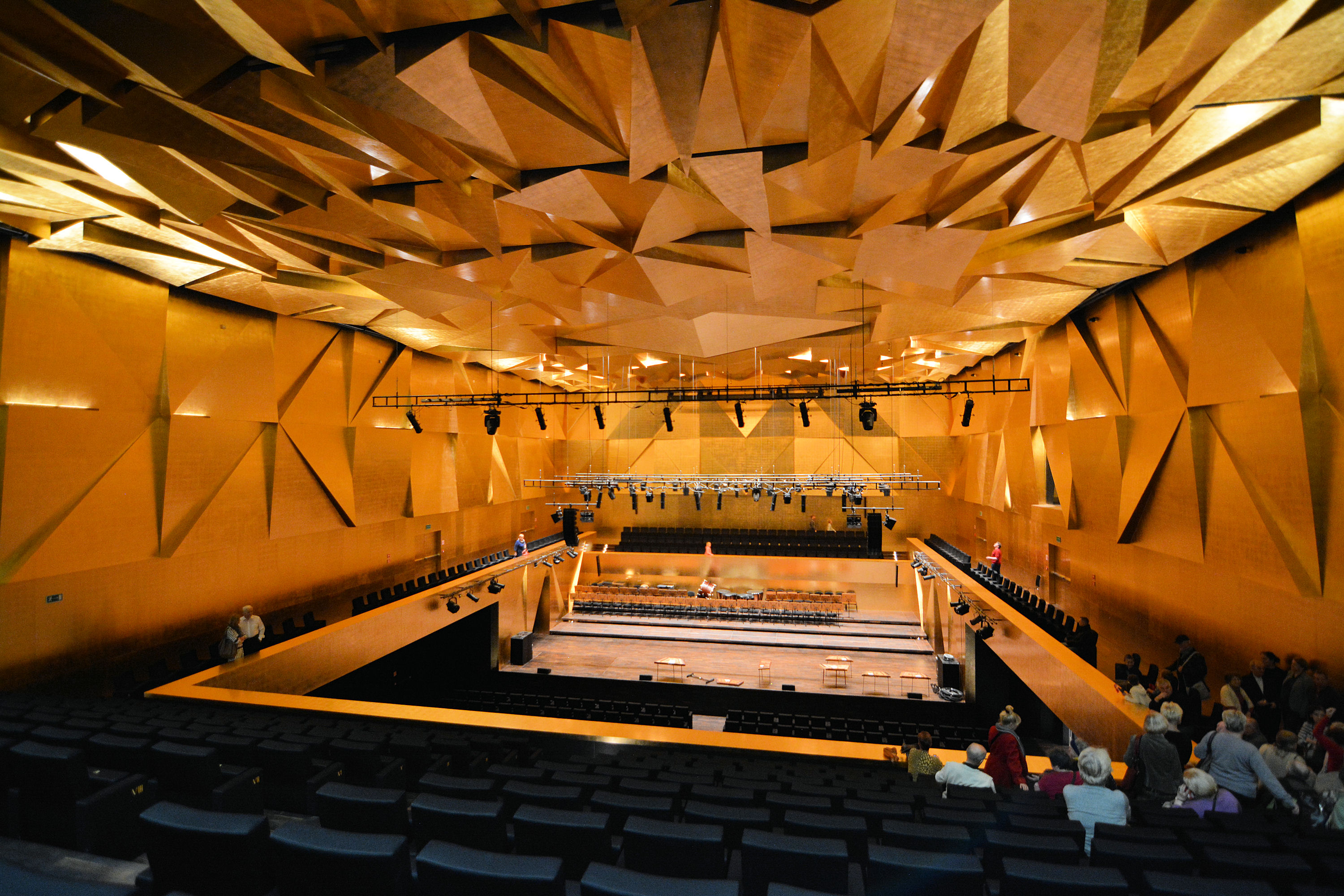
Concertzaal
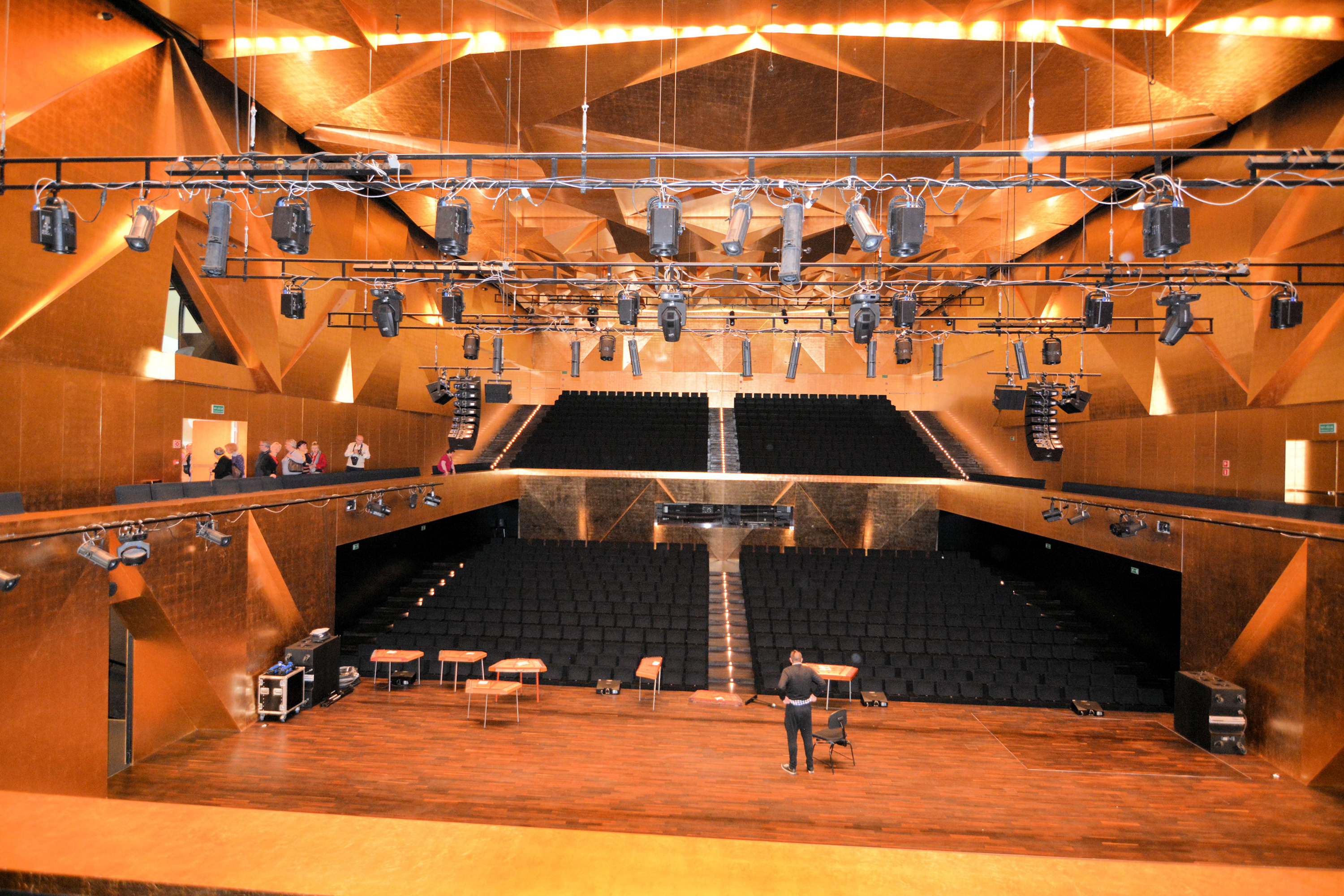
Zicht op zitplaatsen zaal
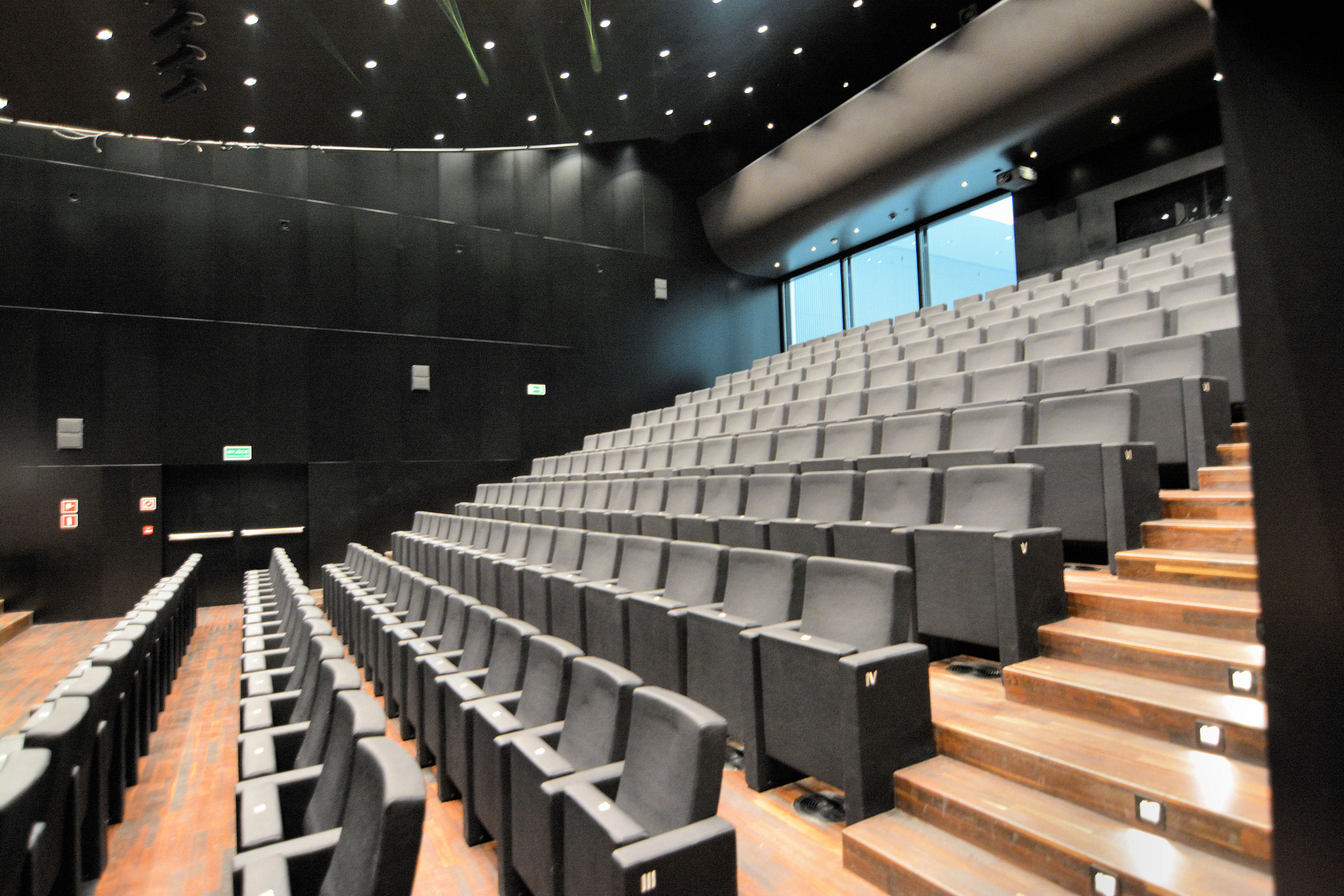
Kamermuziekzaal

## Orkest
Het orkest werd in 1948 opgericht en speelde een eerste concert op 25 oktober 1948. Het voert de naam Karłowicz sinds 1958. De vaste dirigenten waren opeenvolgend Felicjan Lasota, Marian Obst, Marian Lewandowski, Janusz Cegiełła, Józef Wiłkomirski (1957–1977), Stefan Marczyk (1977–1993), Jaroslaw Lipke, Jadwiga Igiel-Sak, Andrzej Oryl en Ewa Strusińska.
Het orkest speelde ook met bekende solisten en gastdirigenten waaronder de pianisten Krystian Zimerman, Piotr Paleczny, Adam Makowicz en Witold Małcużyński, tenorzanger Wiesław Ochman, celliste Natalia Gutman en dirigent Jerzy Maksymiuk.
Tot 2014 speelde het orkest in de grote zaal van het stadhuis van Szczecin. Vervolgens nam het zijn intreden in de nieuw gebouwde Filharmonia. Bij het openingsconcert in aanwezigheid van president Bronisław Komorowski werd een nieuw origineel voor de gelegenheid gecomponeerd werk van Krzysztof Penderecki gebracht: Fanfare voor de Filharmonia Szczecin. De uitvoering paste in een groter achtdaags openingsfestival onder de noemer ƒorte. ƒortissimo. ƒilharmonia.